# معتمدية الساحلين
معتمدية الساحلين إحدى معتمديات الجمهورية التونسية، تابعة لولاية المنستيروتشتمل على مدينتين: معتمر والساحلين تكونان معا بلدية معتمر-الساحلين.
1. 1 2 3 4 5  "المناطق الترابية (العمادات) حسب الولايات والمعتمديات". اطلع عليه بتاريخ 2024-11-30.